# 로스코 리 브라운

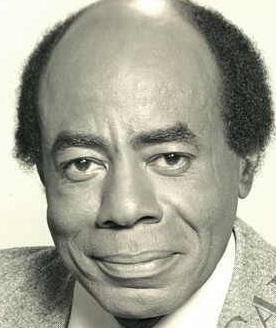

로스코 리 브라운(Roscoe Lee Browne, 1922년 5월 2일 ~ 2007년 4월 11일)은 미국의 캐릭터 배우이자 감독이다.
침례교 목사의 넷째 아들로 뉴저지에서 태어났다. 펜실베이니아주의 역사적으로 흑인 대학인 링컨 대학교를 다녔다.
제2차 세계 대전 중 이탈리아에서 미국 육군에 복무하였다.

## 참여 작품

### 영화
- 토파즈 (1969년 영화)
- 11인의 카우보이
- 로건의 탈출 (영화)
- 미합중국 최후의 날
- 리갈 이글
- 위기의 암호명
- 문 44
- 에픽 무비

### 성우
- 로건의 탈출 (영화)
- 스위트 크리스마스
- 배트맨 (애니메이션)
- 꼬마돼지 베이브
- 스파이더맨 (1994년 애니메이션)
- 팬텀 2040
- 마우스 헌트
- 꼬마 돼지 베이브 2
- 보물성
- 더 프라우드 패밀리
- 가필드 2
- 에픽 무비
- 스마일리 페이스

### 텔레비전
- 통찰
- 만닉스
- 보난자 (드라마)
- 올 인 더 패밀리
- 스트리트즈 오브 샌프란시스코
- 부부 탐정
- 코스비 가족 만세
- 매그넘 P.I.
- 헤드 오브 더 클래스
- 천사 조나단
- 시퀘스트 DSV
- 스파이더맨 (1994년 애니메이션)
- ER (드라마)
- 쉴드: XX 강력반
- 윌 앤 그레이스